# Jardín etnobotánico comunitario del valle Pisac
El Jardín etnobotánico comunitario del valle Pisac, también conocido como Jardín Etnobotánico Pisaq, es un jardín botánico de una extensión de unas 7 hectáreas ubicado en el distrito de Pisac, Provincia de Calca, región Cuzco, Perú.
En la tradición Quechua y Aymara, "Pisac" ó "Pisaq" (pronunciado por los nativos "Písac") significa perdiz.
Tiene lazos de cooperación con el Latin American Ethnobotanical Garden de la Universidad de Georgia, Estados Unidos.
Presenta trabajos para la Agenda Internacional para la Conservación en los Jardines Botánicos.
El código de identificación del Jardín Etnobotánico Pisaq como miembro del "Botanic Gardens Conservation Internacional" (BGCI), así como las siglas de su herbario es PISQ.

## Localización
Está ubicado en Písac a unos 33 km de la ciudad de Cuzco cerca del Río Urubamba en un valle a unos 400 m s. n. m., geográficamente está ubicado en la región de transición de la sierra a tierras bajas, con un clima tropical, cálido. 
Jardín Etnobotánico Pisaq Asociación para la Naturaleza y Desarrollo para Comunidades Sostenibles ( ANDES) Ruinas 451 Písac Cuzco
Planos y vistas satelitales.06°58′02.6400″N 076°25′38.6400″O / 6.967400000, -76.427400000

## Historia
Este jardín del Valle de Písac está hermanado con el Latin American Ethnobotanical Garden "LAE", con el fin de reunir los conocimientos para la conservación y desarrollo de los recursos de las tierras altas del río Urubamba, con una perspectiva técnica adaptada a la referencia fundamental de los remedios vegetales de la medicina tradicional de los pueblos Quechua y Aymara. 
Su objetivo es el ofrecer opciones para la educación ambiental, la conservación de la agrodiversidad, y la reafirmación de los valores culturales asociados con el cultivo de la papa, así como la rica tradición de la herbolaria andina y la utilización medicinal de las plantas. 
Siguiendo los principios de diseño del "LAE", se recicla la mayor cantidad de material posible, y en este caso, con la reconstrucción y rehabilitación de las antiguas terrazas y obras de piedra del valle para ofrecer un entorno adecuado para el jardín. 
Los colaboradores locales de "LAE" son miembros de ANDES, una organización no gubernamental de representantes indígenas quechua y aymaras, así como representantes de la "Red de Biodiversidad de los Pueblos Indígenas". 
Se ouiere hacer hincapié en el valor de las mujeres en el conocimiento tradicional de la biodiversidad y el uso de reliquias y el patrimonio natural de la mujer orientado a la conservación cultural.

## Colecciones
El proyecto que está en marcha trabaja en varios frentes: 
La cultura nativa y su cosmovisión (relación de los mitos y la agricultura)
La educación (nuevos modelos de educación ambiental).